# Падуреа Њагра (Бихор)
Падуреа Њагра (рум. Pădurea Neagră) насеље је у Румунији у округу Бихор у општини Алешд. Oпштина се налази на надморској висини од 377 m.

## Становништво
Према подацима из 2002. године у насељу је живело 769 становника.

### Попис2002.
| Расподела становништва по националности 2002.‍ | Расподела становништва по националности 2002.‍ | Расподела становништва по националности 2002.‍ | Расподела становништва по националности 2002.‍ | Расподела становништва по националности 2002.‍ |
| --------------------------------------------- | --------------------------------------------- | --------------------------------------------- | --------------------------------------------- | --------------------------------------------- |
|                                               |                                               |                                               |                                               |                                               |
| Румуни                                        | Румуни                                        |                                               | 216                                           | 28,1%                                         |
| Мађари                                        | Мађари                                        |                                               | 408                                           | 53,1%                                         |
| Немци                                         | Немци                                         |                                               | 19                                            | 2,5%                                          |
| Словаци                                       | Словаци                                       |                                               | 126                                           | 16,4%                                         |